# Albert Ketèlbey
Albert William Ketelbey (Birmingham, 9 agosto 1875 – Cowes, 26 novembre 1959) è stato un compositore e pianista inglese.
La sua composizione più nota è In un mercato persiano, un tipico esempio di musica a programma, in cui suoni e melodie orientali sono mescolate con la scrittura sinfonica della tradizione europea, per descrivere una scena di mercato mediorientale. Il tema finale è stato rispolverato nel 1973 dal cantante nordafricano  Jacky James che lo ha utilizzato nella tonalità originale in "Take my hearth"
Altri brani sinfonici degni di nota sono In a monastery garden (In un giardino del monastero), In the mystic land of Egypt (Nella mistica terra d'Egitto) e In a Chinese temple garden (Nel giardino di un tempio cinese).

## Biografia
Di origine danese, diviene organista della chiesa di San Giorgio di Wimbledon. Ben presto, tuttavia, preferisce l'attività avventurosa di una compagnia di commedianti e assume la direzione del Vaudeville Theatre. Fu anche direttore della Columbia Gramophone Co. L'orientamento musicale che punta all'esotismo di maniera nella musica, è una caratteristica del gusto borghese fin-de-siècle. Oggigiorno Ketèlbey è ricordato soprattutto per la sua serie di pezzi sinfonici classico-leggeri caratterizzati da raffinati colori orchestrali e da un fluido e facile melodizzare di grande effetto. Questo periodo della musica inglese vide nascere così le orchestre leggere come quelle dei tè danzanti, delle stazioni balneari, quelle delle crociere transatlantiche e le piccole formazioni dei film muti. Il mezzo radiofonico rappresentato degnamente dalla BBC britannica contribuisce a diffondere potentemente la musica eseguita da queste orchestre. In Un mercato persiano, pubblicato nel 1921, come in Intermezzo scenico, si ritraggono musicalmente le carovane con il calpestio degli zoccoli dei cammelli, la nobiltà del califfo, l'apparizione della bella principessa, i mendicanti che chiedono l'elemosina e l'animazione del mercato mattutino con le tipiche bancarelle. Si tratta quindi di una bella cartolina musicale di segno raffinato, ricca di suggestioni dilettevoli con dei temi facilmente memorizzabili. La produzione musicale di Ketèlbey, si spinge quasi ai confini con la musica leggera. Essa è costituita da belle pagine descrittive in cui l'esotismo di maniera, è sorretto da un solido mestiere. Manierismo ed esotismo sono sapientemente combinati per creare un colorismo molto efficace.

## Composizioni
- The Heart's Awakening (1908)
- In a Monastery Garden (1915)
- Phantasy for String Quartet
- In the Moonlight (1919)
- In a Persian Market (1920)
- Romantic Suite (1922)
- Bank Holiday (Appy 'Ampstead) (1924)
- In a Chinese Temple Garden (1923)
- By the Blue Hawaiian Waters (1927)
- In the Mystic Land of Egypt (1931)
- From a Japanese Screen (1934)
- Italian Twilight (1951)
- Cockney Suite
- Jungle Drums (1926)
- Tangled Tunes
- Bells across the Meadows (1921)
- Dance of the Merry Mascots
- The Clock and the Dresden Figures (1930)
- With Honour Crowned
- Wedgwood Blue (Graceful Dance)
- Sanctuary of the Heart (1924)